# Stig Anderson

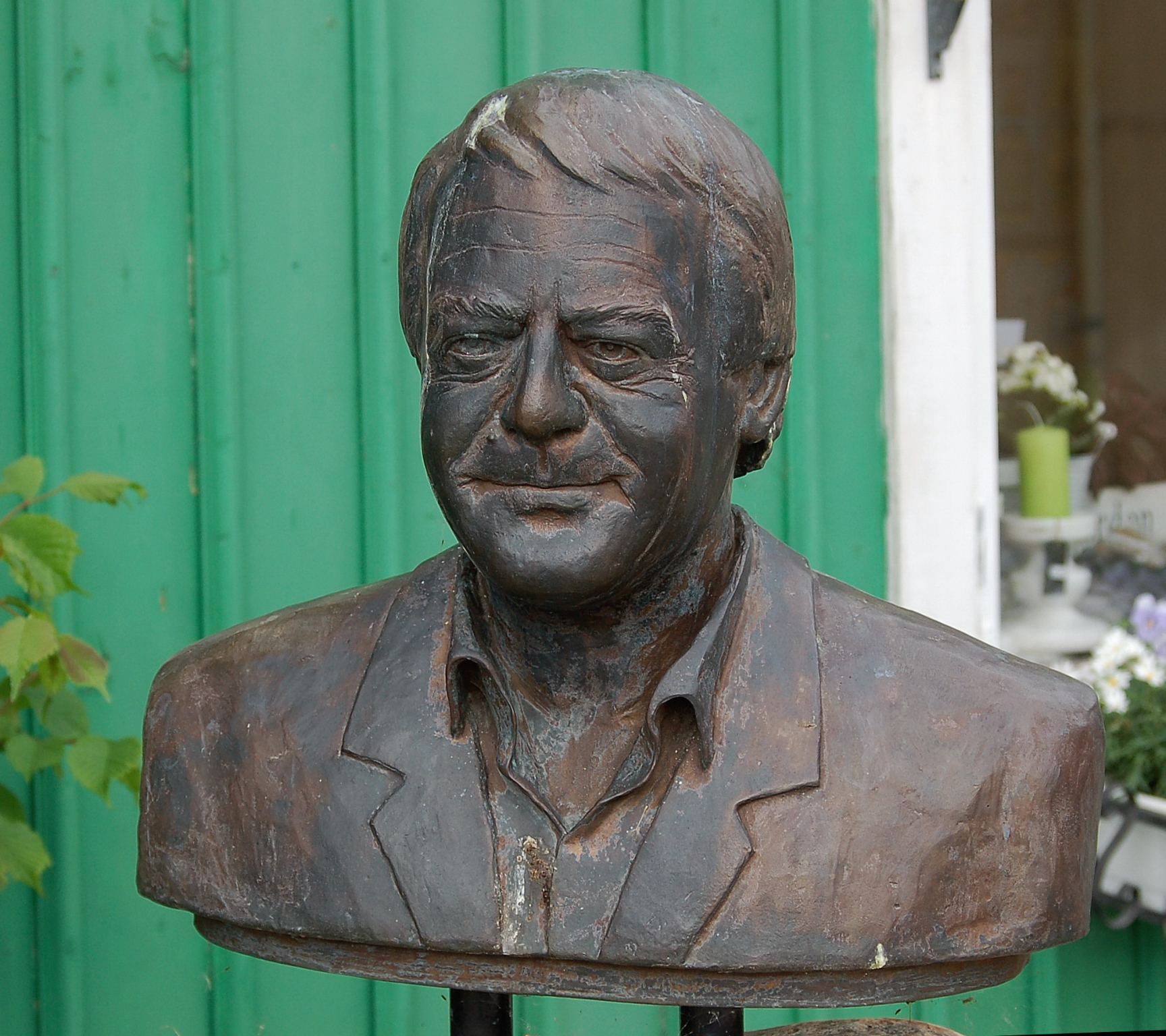
Busto em homenagem à Stig Anderson, em Hova, Suécia

Stig Anderson - nome real: Stig 'Stikkan' Erik Leopold Anderson - Hova, Suécia, 25 de janeiro de 1931 - 12 de setembro de 1997) foi um músico e compositor sueco, famoso por ser o empresário do bem sucedido grupo sueco ABBA.
Aos 16 anos escreveu sua primeira canção. Durante os anos 60 veio a ser um compositor, letrista e publicitário de sucesso. Stig adquiria os direitos de canções estrangeiras de sucesso e escrevia as letras em sueco. Assim, um império do negócio da música foi fundado, e Stig tornou-se um dos mais engenhosos letristas suecos.
Com seu amigo Bengt Bernhag, fundou a gravadora Polar Music em 1963. Seu primeiro contrato foi com o Hootenanny Singers, grupo que Björn Ulvaeus do ABBA fazia parte.
Stig viu o potencial da sociedade de compositores de Björn Ulvaeus e Benny Andersson cedo. A dupla lançou canções pela Polar Music, e pouco depois trouxeram suas noivas, Agnetha Fältskog e Anni-Frid Lyngstad (Frida). Logo mais o ABBA estaria formado.
Stig contribuiu com letras para diversas canções do ABBA, e era especialmente experiente em surgir com títulos atrativos. Contudo, sua maior responsabilidade foi atuar como administrador do grupo. Depois do ABBA - The Movie em 1977, parou de escrever letras para o grupo para que pudesse se concentrar mais nos negócios.
Um obcecado pelo trabalho, seu estilo de vida mostrou evidências. Durante os anos 90 sua saúde física se agravou consideravelmente. Em 12 setembro de 1997, Stig Anderson morre vítima de um ataque cardíaco aos 66 anos de idade.